# Phlegmatisieren
Phlegmatisieren (von griechisch-lateinisch phlegma, „Schleim“) ist eine Technik zum Herabsetzen der Empfindlichkeit brisanter Explosivstoffe (z. B. Nitropenta, Hexogen) gegen Schlag und Reibung.
In der Chemie bedeutet „phlegmatisiert“ meist, dass ein (pulverförmiger) Stoff mit Flüssigkeit überzogen ist.
Stoffe, die in Pulverform vorliegen, sind oft hochreaktiv und neigen dazu, explosionsartig zu oxidieren. Um Umgang, Transport und Lagerung solcher Stoffe ungefährlicher zu machen, werden sie phlegmatisiert. So sind die einzelnen Teilchen von dünnen Flüssigkeitsschichten umgeben und sind daher weniger reaktiv.
Beispiele sind:
- Phlegmatisierung von Aluminiumpulver mit Leinöl. Es kann sich so nur noch sehr schwer von selbst an der Luft entzünden. Seine heftige Reaktion mit Eisen(III)-oxid bleibt jedoch bestehen (Thermitreaktion).
- Abdeckung von weißem Phosphor mit Wasser. Somit ist er vom Luftsauerstoff abgeschlossen, und es findet keine Selbstentzündung statt.
- Phlegmatisierung von Rauchschwachem Pulver mit Harnstoff.
- Phlegmatisierung von Pikrinsäure mit Wachs.
- Phlegmatisierung von Acetonperoxid mit Aceton.
- Phlegmatisierung von Ammoniumdichromat mit Wasser.
- Phlegmatisierung von Nitroglycerin mit Kieselgur. Dabei entsteht das gegen Schlag und Reibung unempfindliche, aber dennoch wirkungsvolle Dynamit.